# Shrek 2 : La Charge zéroïque
Pour les articles homonymes, voir Shrek.
Shrek 2 : La Charge zéroïque (Shrek 2: Beg for Mercy) est un jeu vidéo d'action et de plates-formes développé par Vicarious Visions et édité par Activision, sorti en 2004 sur Game Boy Advance.
Il est adapté de l'univers du film Shrek 2 et permet au joueur d'incarner le Chat potté.

## Accueil
- Jeuxvideo.com : 10/20[1]